# 沃爾尼 (紐約州)
沃爾尼（英語：Volney）是一個位於美國紐約州奧斯威戈縣的鎮。

## 人口
根據2020年美國人口普查的數據，沃爾尼的面積為127.31平方千米，當中陸地面積為124.96平方千米，而水域面積為2.35平方千米。當地共有人口5971人，而人口密度為每平方千米47人。